# فیبروآدنوما

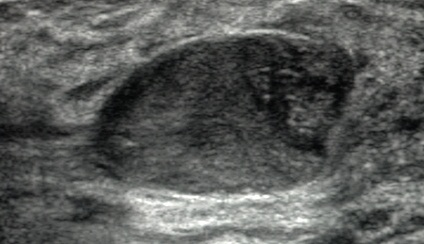
فیبروآدنوما در اولتراساوند

فیبروآدنوما یا فایبروآدنومای پستان (به انگلیسی: Fibroadenoma) توده‌هایی از جنس بافت غده‌ای هستند.
چون سرطان پستان نیز به‌صورت توده ظهور می‌کند، پزشکان برای تشخیص احتمال وجود سرطان در بیماران پیر، نمونه‌برداری از بافت (بیوپسی) تجویز می‌کنند.
برخلاف توده‌های متداول سرطان سینه، فیبروآدنوما قابل حرکت دادن است و لبه‌های مشخص دارد.
به‌دلیل جابجا شدن توده در پستان، فیبروآدنوما گاهی موش پستان (به انگلیسی: breast mouse) نامیده می‌شود.

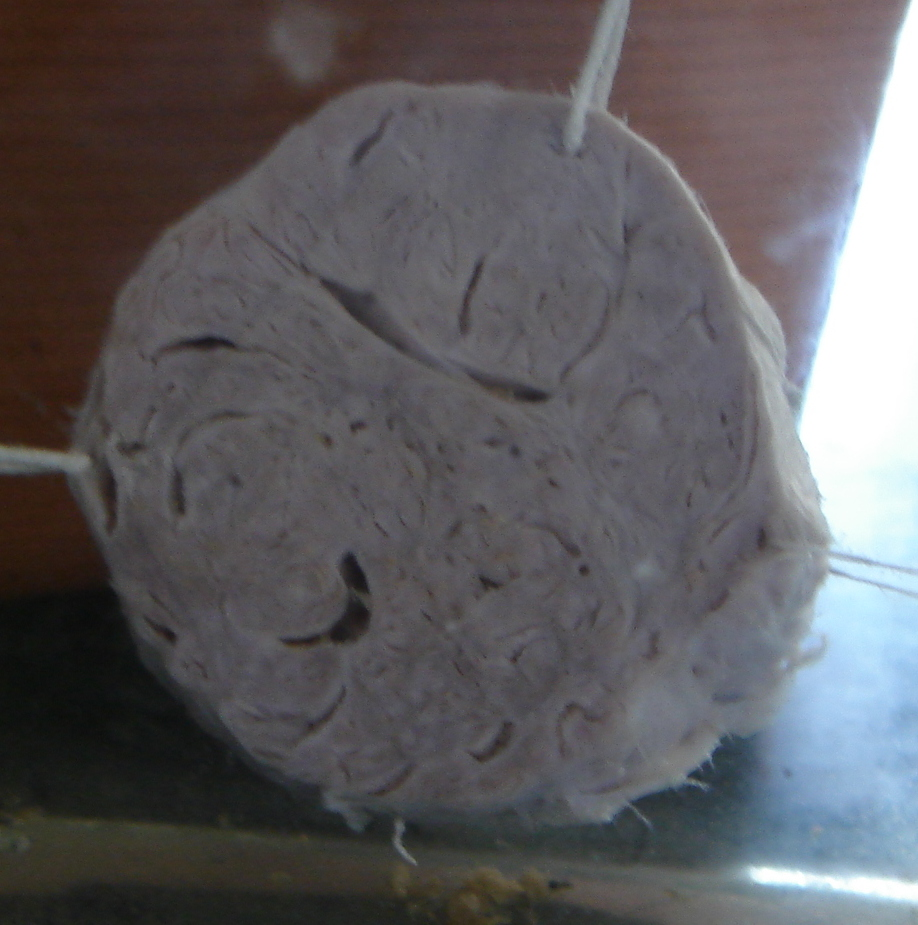
برش پستان دارای فیبروآدنوما

## نگارخانه

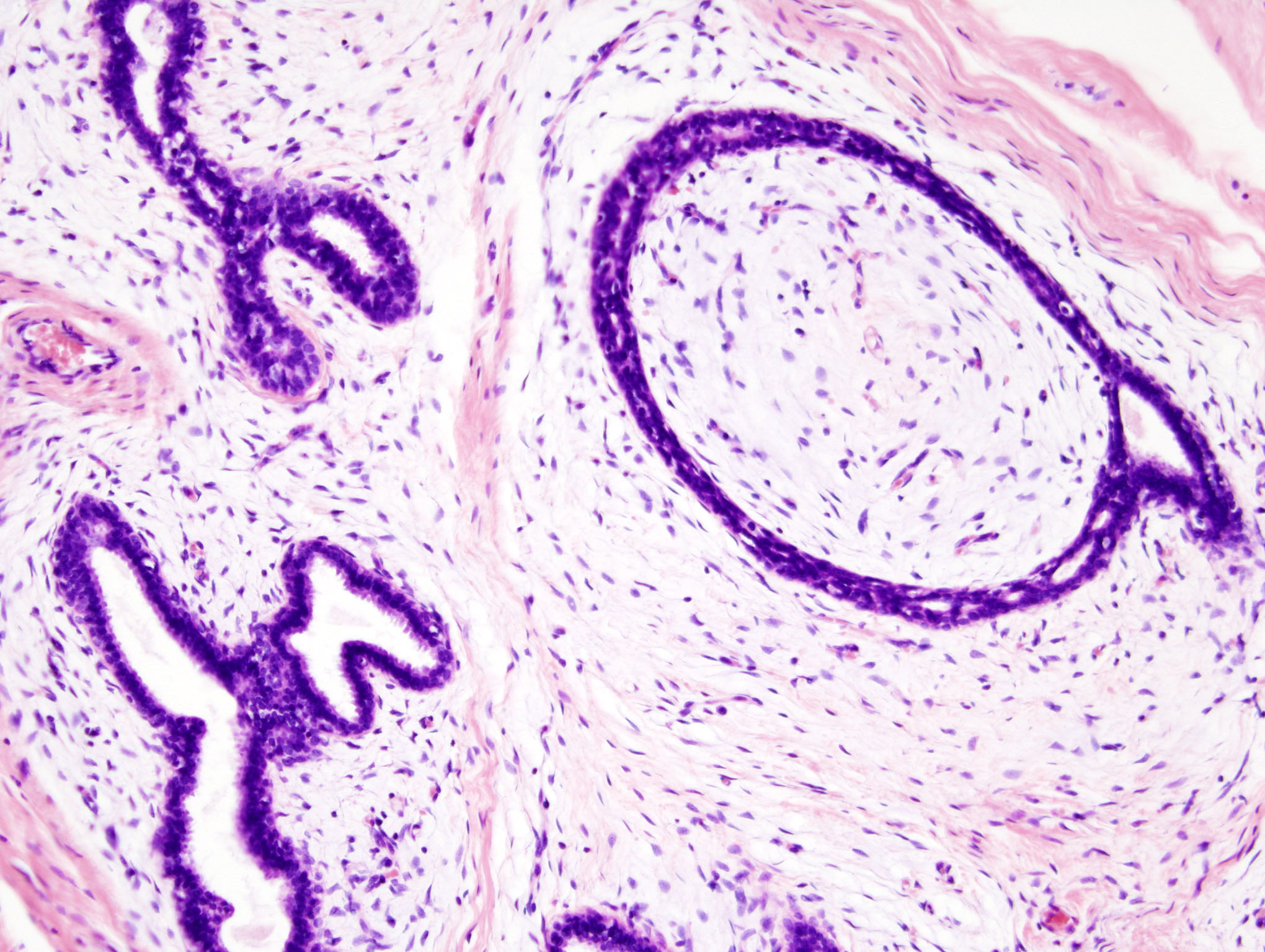
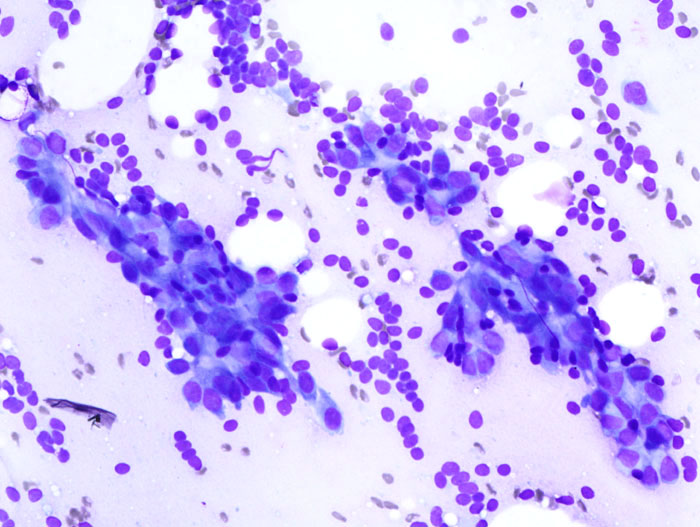
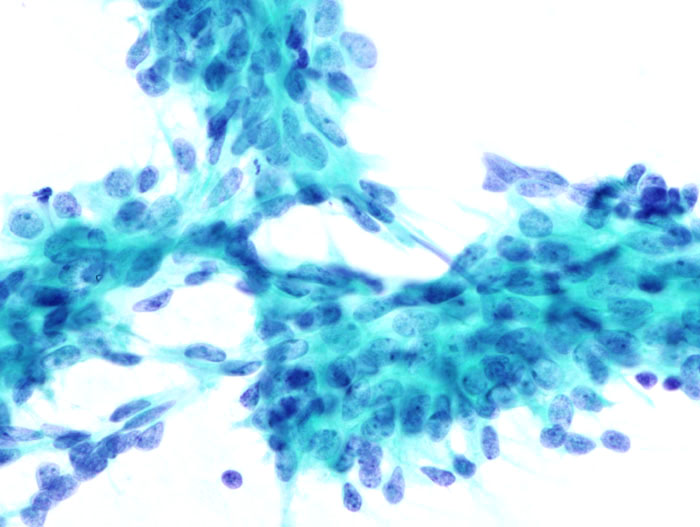
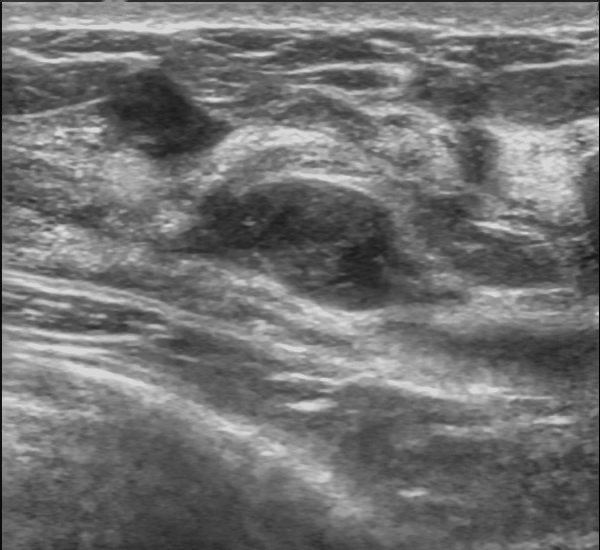
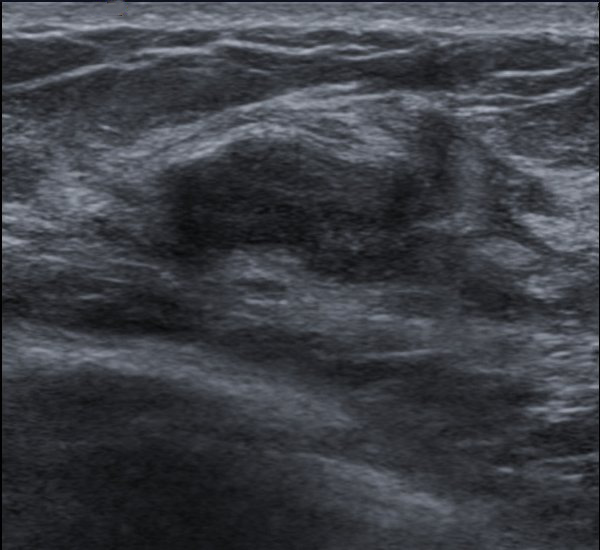
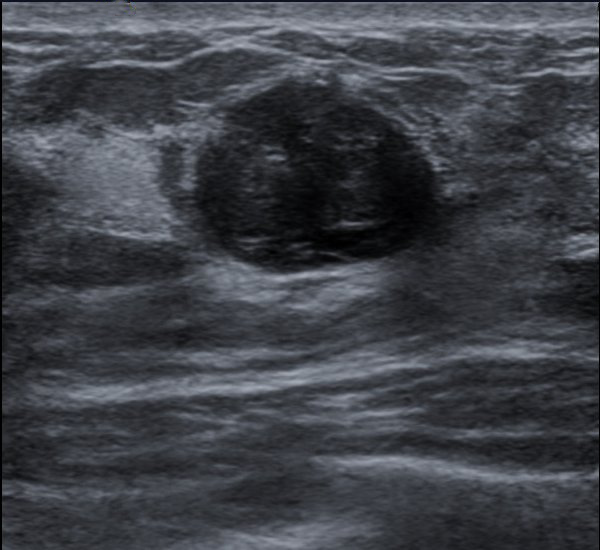
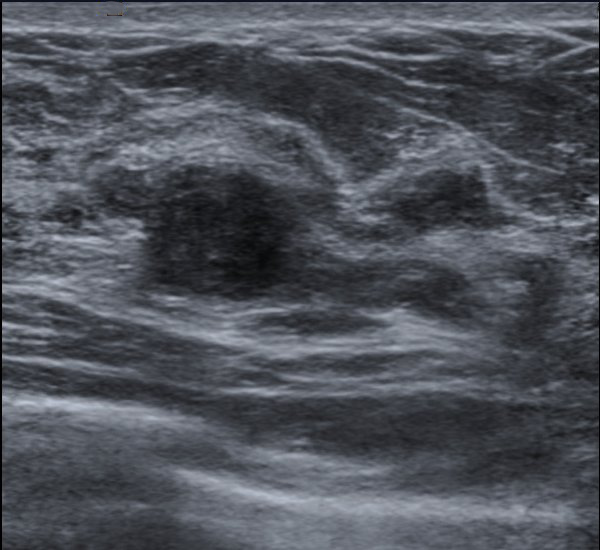
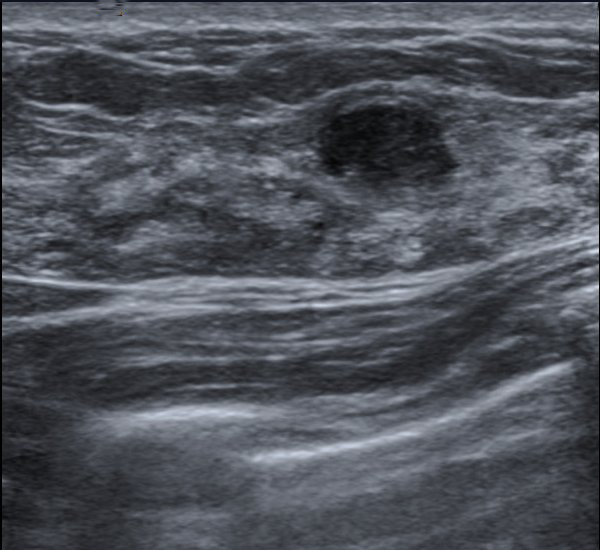
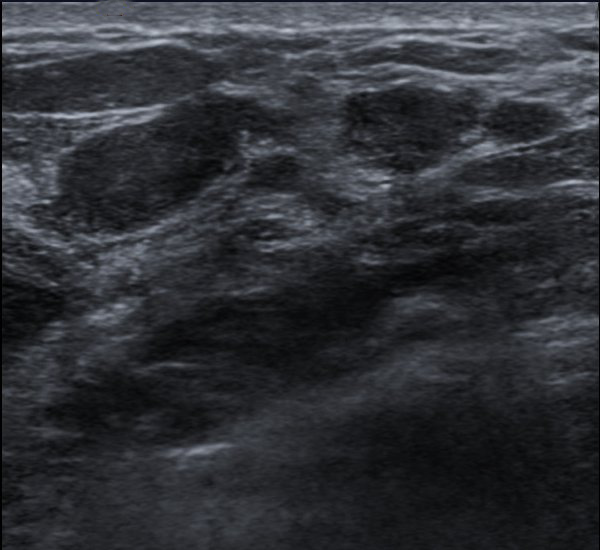
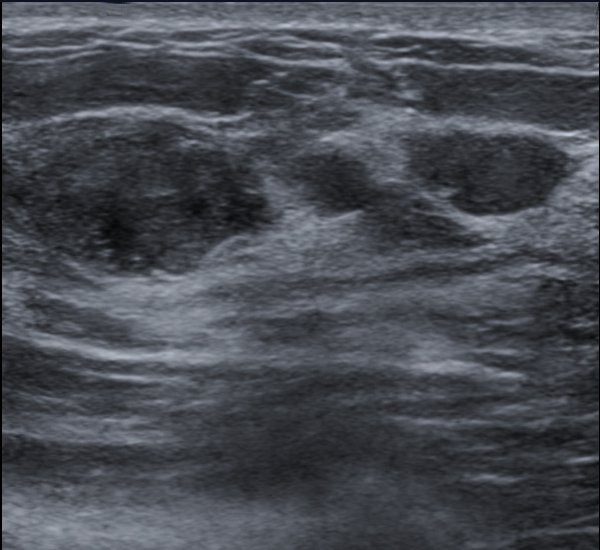
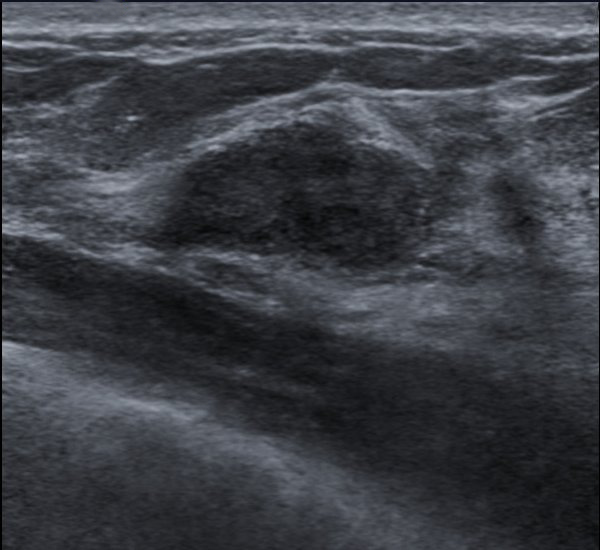
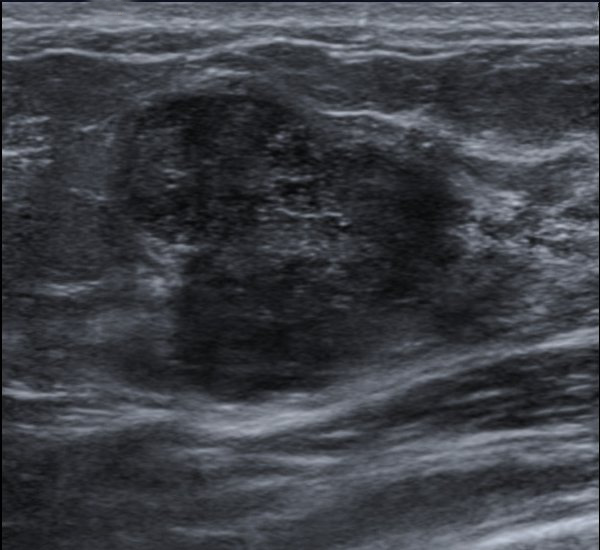
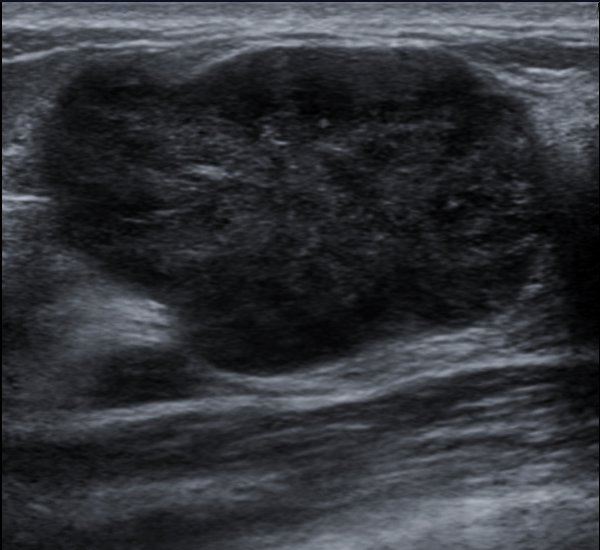
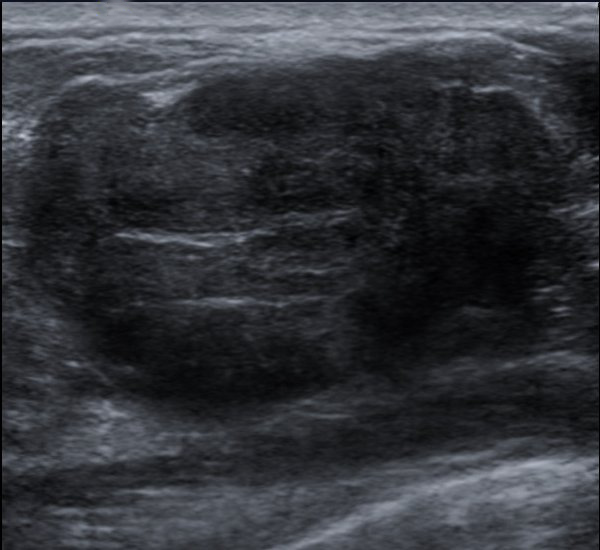
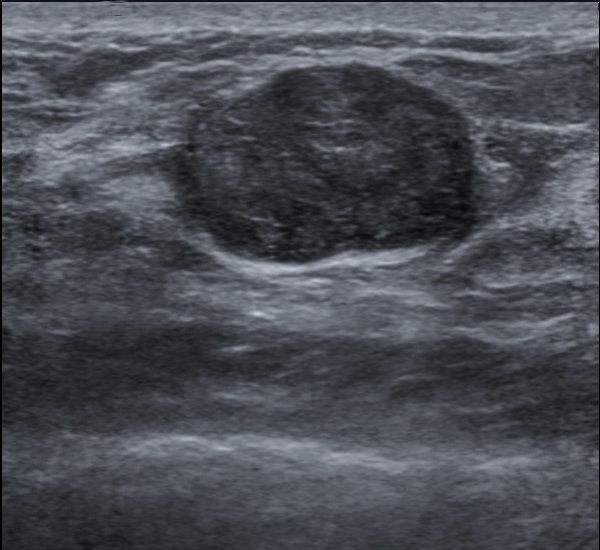
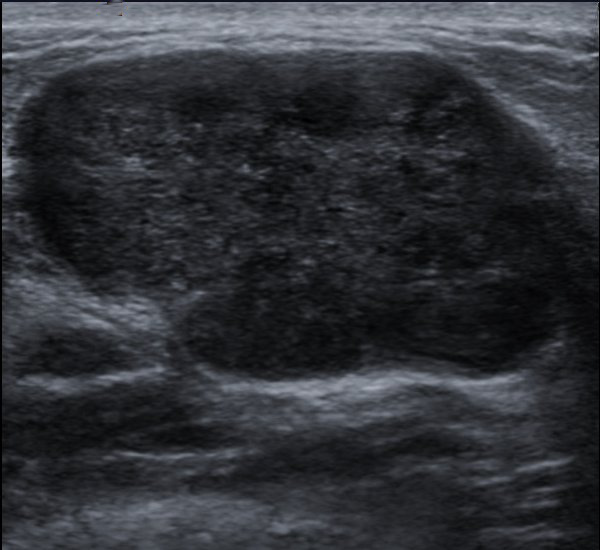
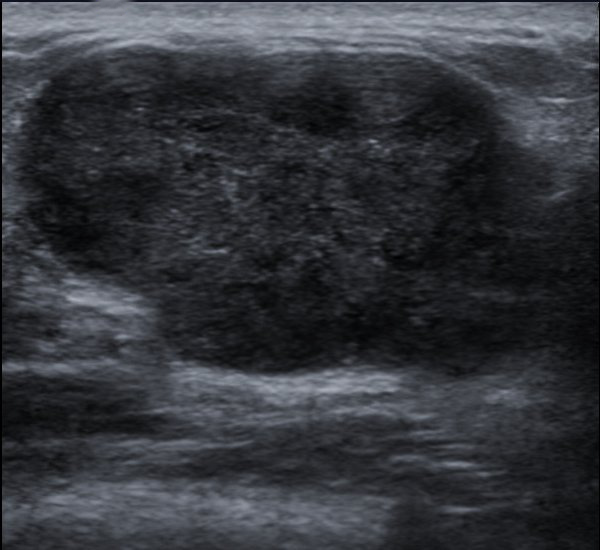
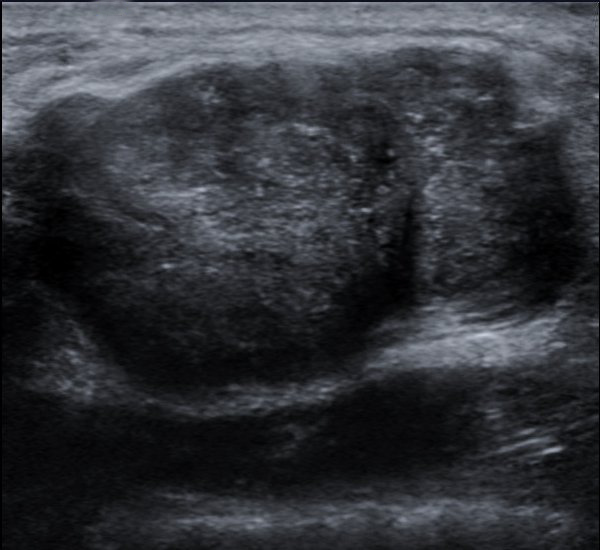
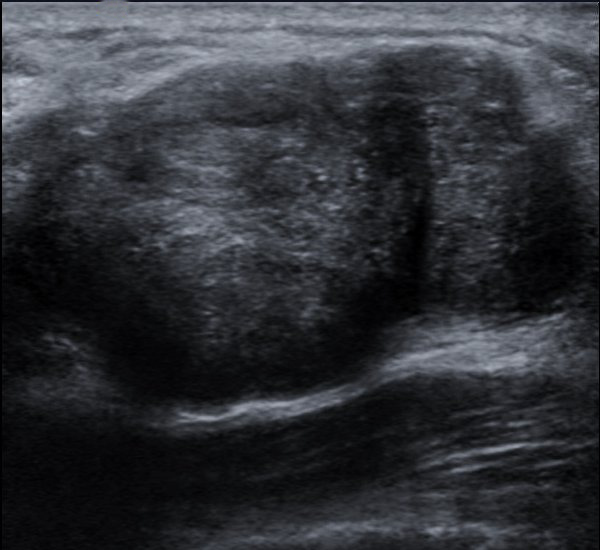
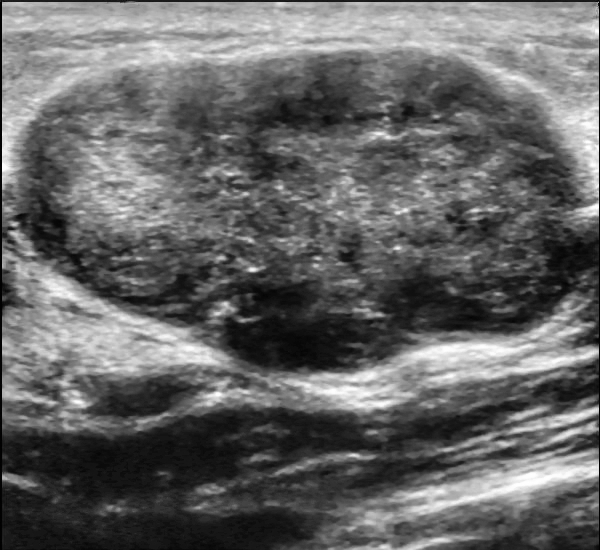